# Киселёв, Виктор Иванович
Виктор Иванович Киселёв (9 [22] июня 1907, Саратов — 21 января 1979, там же) — советский партийный и государственный деятель, первый секретарь Калининского обкома КПСС (1951—1955).

## Биография
Родился в рабочей семье. Член ВКП(б) с 1928 г. 
В 1928—1930 гг. проходил обучение на механическом факультете Саратовского индустриального техникума, в 1930—1933 гг. — на отделении холодной обработки металлов резанием машиностроительного факультета Московского института промышленности и труда.
В январе-октябре 1928 г. — председатель Октябрьского районного бюро юных пионеров ВЛКСМ (Саратов), в 1933—1934 гг. -
заведующий технико-нормировочным бюро механического цеха завода имени Г. И. Петровского (Днепропетровск), в 1934—1937 гг. — заведующий технико-нормировочным бюро, начальник механического цеха, главный инженер завода «Универсаль», а 1937—1940 гг. — директор завода «Универсаль» (Саратов).
С 1940 г. находился на партийной работе:
- 1940—1941 гг. — заведующий организационно-инструкторским отделом Саратовского областного комитета ВКП(б),
- 1941—1942 гг. — секретарь Саратовского обкома ВКП(б) по машиностроению,
- август-октябрь 1942 г. — ответственный организатор Управления кадров ЦК ВКП(б),
- 1942—1946 гг. — второй секретарь Саратовского городского комитета ВКП(б),
- 1946—1950 гг. — второй секретарь Саратовского областного комитета ВКП(б),
- 1950—1951 гг. — инспектор ЦК ВКП(б),
- апрель-июль 1951 г. — второй секретарь Калининского областного комитета ВКП(б),
- 1951—1955 гг. — первый секретарь Калининского областного комитета ВКП(б)/КПСС,

1956—1958 гг. — заведующий отделом партийных органов Саратовского областного комитета КПСС,
- 1958—1963 гг. — председатель Саратовского областного Совета профсоюзов,
- 1963—1964 гг. — председатель Саратовского сельского областного Совета профсоюзов,
- 1964—1967 гг. — председатель Саратовского областного Совета профсоюзов.

С 1967 г. на пенсии.
С декабря 1967 г. — заведующий Саратовскими областными курсами по переподготовке при Саратовском областном комитете КПСС, с августа 1973 г. — заведующий Межобластными курсами по переподготовке и повышению квалификации при Саратовской высшей партийной школе.
Член ЦК КПСС (1952—1956). Депутат Верховного Совета СССР 3-го (довыборы) и 4-го созывов, депутатом Верховного Совета РСФСР 3-го созыва.

## Награды и звания
Награжден тремя орденами Трудового Красного Знамени, орденом Красной Звезды (1947), медалями ВДНХ СССР. 